# Copa MLS
La Copa MLS (en anglès MLS Cup) és la final anual del campionat de la Major League Soccer. El trofeu s'anomena  Alan Rothenberg Trophy, en honor del president fundador de l'MLS.
Des de l'any 2006 l'MLS va crear l'MLS scudetto (a imitació del que es fa a la lliga italiana), un símbol que porta a la samarreta l'equip guanyador de la temporada anterior de la competició.
Los Angeles Galaxy és l'equip amb més títols de la Copa MLS amb 5 campionats.

## Història

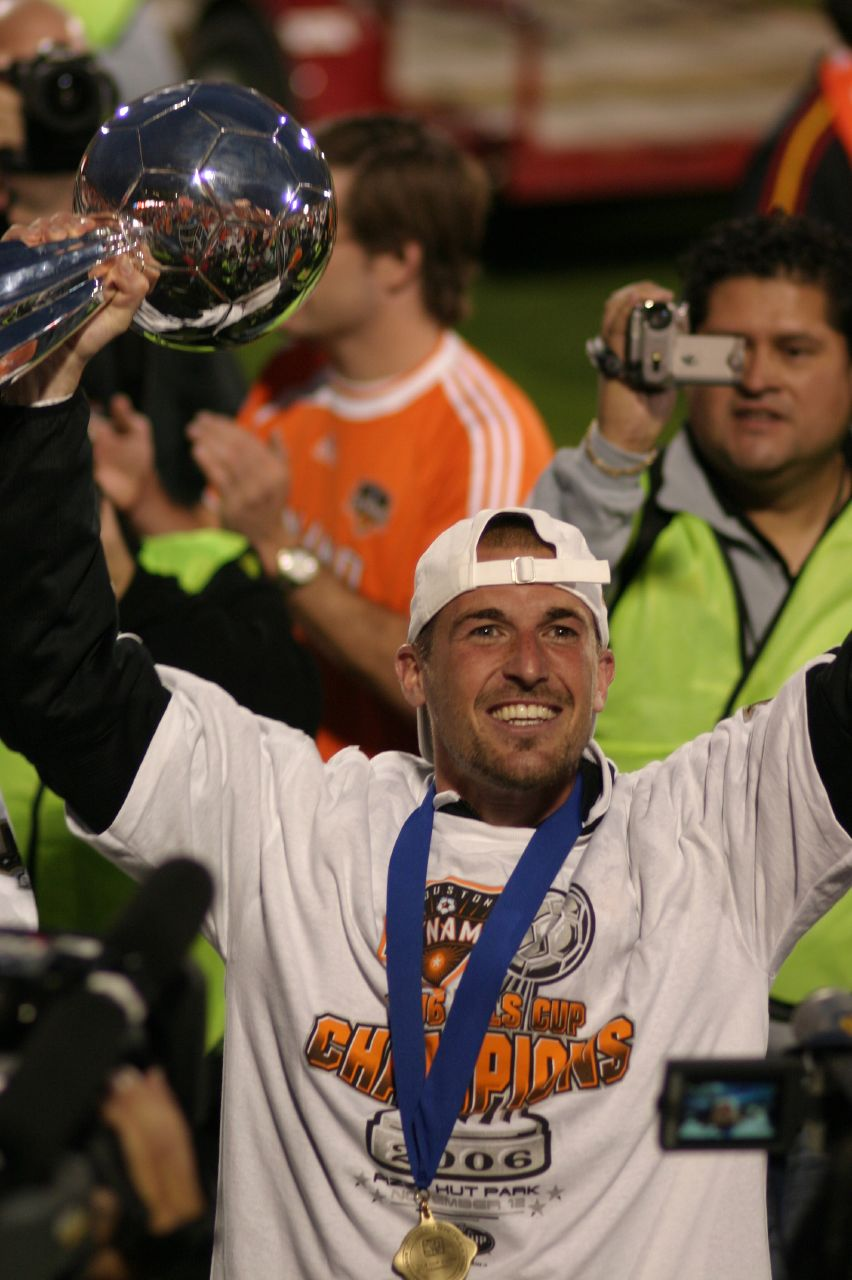
Paul Dalglish del Houston Dynamo amb el trofeu de la Copa MLS 2006.

De les 18 Temporades disputades de la Copa MLS fins avui, set d'elles s'han jugat a l'àrea de Los Angeles. Després li segueix la ciutat de Washington DC, que ha acollit tres finals, totes les quals s'han jugat en el Robert F. Kennedy Memorial Stadium.
Abans de l'any 2012, solament tres vegades en la història d'un club de l'MLS havia jugat la final del campionat en el seu estadi, els quals es van basar en la virtut de la coincidència. En la final de la Major League Soccer de 1997, el DC United va guanyar el partit en el seu estadi davant del Colorado Rapids, davant d'un molt bon marc de públic en el Robert F. Kennedy Memorial Stadium. La presència mateixa aplicada en la final de la Copa MLS de 2002, on Los Angeles Galaxy va derrotar el New England Revolution per 1-0, en el Gillette Stadium, també en la final de la Copa MLS de 2011 on Los Angeles Galaxy va derrotar el Houston Dynamo per 1-0. Un resultat probable d'això, es pot atribuir al fet que tant el 1997 i el 2002, la final de la Copa MLS ha atret la major quantitat d'afeccionats en la història de la Copa MLS.
A partir de l'any 2012 s'ha anunciat que la final de l'MLS Cup es jugarà a l'estadi de l'equip que arribi a la final que hagi tingut més punts durant la temporada regular.
Fins avui, la final més freda de la Copa MLS va ser la final de l'any 2013 a Kansas City, Kansas, jugat al Livestrong Sporting Park de l'Sporting Kansas City, en la qual la temperatura va ser de -7° C. La final de la Copa MLS més càlida va ser la final de l'any 2005, que es va jugar a Frisco, Texas en el Pizza Hut Park.

## El trofeu
Durant l'existència de la lliga van existir tres diferents tipus de trofeus que s'atorguen als campions de la Copa MLS cada any. El trofeu original des de 1996 va ser nomenat com a trofeu Alan I. Rothenberg, que va ser nomenat en honor de Alan Rothenberg i que estava dissenyat amb un trofeu d'or fosc amb una pilota de futbol. A partir de l'any 1999, el trofeu va ser redissenyat en el seu nom en honor de Philip Anschutz i que portava una pilota de futbol i un far. El trofeu que encara porta el seu nom dissenyat recentment ha estat guardonat des de l'any 2008, que és el premi a l'actual campió de la Copa MLS.

## Finals
| Any  | Data           | Campió               | Marcador          | Subcampió              | Estadi                     | Ciutat                       | Espectadors                  |
| ---- | -------------- | -------------------- | ----------------- | ---------------------- | -------------------------- | ---------------------------- | ---------------------------- |
| 1996 | 20 d'octubre   | DC United            | 3–2 (pr.)         | Los Angeles Galaxy     | Gillette Stadium           | Foxborough (Massachusetts)   | 34.643                       |
| 1997 | 26 d'octubre   | DC United            | 2–1               | Colorado Rapids        | RFK Stadium                | Washington DC                | 57.431                       |
| 1998 | 25 d'octubre   | Chicago Fire         | 2–0               | DC United              | Rose Bowl                  | Pasadena, Califòrnia         | 51.350                       |
| 1999 | 21 de novembre | DC United            | 2–0               | Los Angeles Galaxy     | Gillette Stadium           | Foxborough (Massachusetts)   | 44.910                       |
| 2000 | 15 d'octubre   | Kansas City Wizards  | 1–0               | Chicago Fire           | RFK Stadium                | Washington DC                | 39.159                       |
| 2001 | 21 d'octubre   | San Jose Earthquakes | 2–1 (pr.)         | Los Angeles Galaxy     | Columbus Crew Stadium      | Columbus (Ohio), Ohio        | 21.526                       |
| 2002 | 20 d'octubre   | Los Angeles Galaxy   | 1–0 (pr.)         | New England Revolution | Gillette Stadium           | Foxborough (Massachusetts)   | 61.316                       |
| 2003 | 23 de novembre | San Jose Earthquakes | 4–2               | Chicago Fire           | The Home Depot Center      | Carson, Califòrnia           | 27.000                       |
| 2004 | 14 de novembre | DC United            | 3–2               | Kansas City Wizards    | The Home Depot Center      | Carson, Califòrnia (2)       | 25.797                       |
| 2005 | 13 de novembre | Los Angeles Galaxy   | 1–0 (pr.)         | New England Revolution | Pizza Hut Park             | Frisco, Texas                | 21.193                       |
| 2006 | 12 de novembre | Houston Dynamo       | 1–1 (pr., 4-3 p.) | New England Revolution | Pizza Hut Park             | Frisco, Texas                | 22.427                       |
| 2007 | 18 de novembre | Houston Dynamo       | 2–1               | New England Revolution | RFK Stadium                | Washington DC                | 39.859                       |
| 2008 | 23 de novembre | Columbus Crew        | 3–1               | New York Red Bulls     | The Home Depot Center      | Carson, Califòrnia           | 27.000                       |
| 2009 | 22 de novembre | Real Salt Lake       | 1–1 (pr., 5-4 p.) | Los Angeles Galaxy     | Qwest Field                | Seattle, Estat de Washington | 46.011                       |
| 2010 | 18 de novembre | Colorado Rapids      | 2–1 (pr.)         | FC Dallas              | BMO Field                  | Toronto, Ontario, Canadà     | 21.700                       |
| 2011 | 20 de novembre | Los Angeles Galaxy   | 1-0               | Houston Dynamo         | The Home Depot Center      | Carson, Califòrnia           | 30.281                       |
| 2012 | 1 de desembre  | Los Angeles Galaxy   | 3-1               | Houston Dynamo         | The Home Depot Center      | Carson, Califòrnia           | 30.515                       |
| 2013 | 7 de desembre  | Sporting Kansas City | 1-1 (penals)      | Real Salt Lake         | Livestrong Sporting Park   | Kansas City, Kansas          | 21.650                       |
| 2014 | 7 de desembre  | Los Angeles Galaxy   | 2-1               | New England Revolution | StubHub Center             | Carson, Califòrnia           | 27.000                       |
| 2015 | 6 de desembre  | Portland Timbers     | 2-1               | Columbus Crew          | Columbus Crew Stadium      | Columbus, Ohio               | 21.747                       |
| 2016 | 10 de desembre | Seattle Sounders FC  | 0-0 (penals: 5-4) | Toronto FC             | BMO Field                  | Toronto, Ontario             | 36.045                       |
| 2017 | 9 de desembre  | Toronto FC           | 2-0               | Seattle Sounders FC    | BMO Field                  | Toronto, Ontario             | 30.584                       |
| 2018 | 8 de desembre  | Atlanta United FC    | 2-0               | Portland Timbers       | Mercedes-Benz Stadium      | Atlanta, Geòrgia             | 73.019                       |
| 2019 | 10 de novembre | Seattle Sounders FC  | 3-1               | Toronto FC             | CenturyLink Field          | Seattle, Washington          | 69.274                       |
| 2020 | 12 de desembre | Columbus Crew SC     | 3-0               | Seattle Sounders FC    | Mapfre Stadium             | Columbus, Ohio               | 1.500 (Pandèmia de COVID-19) |
| 2021 | 11 de desembre | New York City FC     | 1-1 (4-2 p.)      | Portland Timbers       | Providence Park            | Portland, Oregon             | 25.218                       |
| 2022 | 5 de novembre  | Los Angeles FC       | 3-3 (3-0 p.)      | Philadelphia Union     | Banc of California Stadium | Los Angeles, Califòrnia      | 22.384                       |
| 2023 | 9 de desembre  | Columbus Crew        | 2-1               | Los Angeles FC         | Lower.com Field            | Columbus, Ohio               | 20.802                       |
| 2024 | 7 de desembre  | Los Angeles Galaxy   | 2-1               | New York Red Bulls     | StubHub Center             | Carson, Califòrnia           | 26.812                       |

## Títols per club
| Club                   | Campionats | Segona posició | Finals |
| ---------------------- | ---------- | -------------- | ------ |
| Los Angeles Galaxy     | 6          | 4              | 10     |
| DC United              | 4          | 1              | 5      |
| Columbus Crew          | 3          | 1              | 4      |
| Seattle Sounders FC    | 2          | 2              | 4      |
| Houston Dynamo         | 2          | 2              | 4      |
| Sporting Kansas City   | 2          | 1              | 3      |
| San Jose Earthquakes   | 2          | 0              | 2      |
| Chicago Fire           | 1          | 2              | 3      |
| Colorado Rapids        | 1          | 1              | 2      |
| Real Salt Lake         | 1          | 1              | 2      |
| Toronto FC             | 1          | 2              | 3      |
| Portland Timbers       | 1          | 2              | 3      |
| Atlanta United FC      | 1          | 0              | 1      |
| New York City FC       | 1          | 0              | 1      |
| Los Angeles FC         | 1          | 1              | 2      |
| New England Revolution | 0          | 5              | 5      |
| New York Red Bulls     | 0          | 2              | 2      |
| FC Dallas              | 0          | 1              | 1      |
| Philadelphia Union     | 0          | 1              | 1      |

## Premi al millor jugador de la final (MVP)

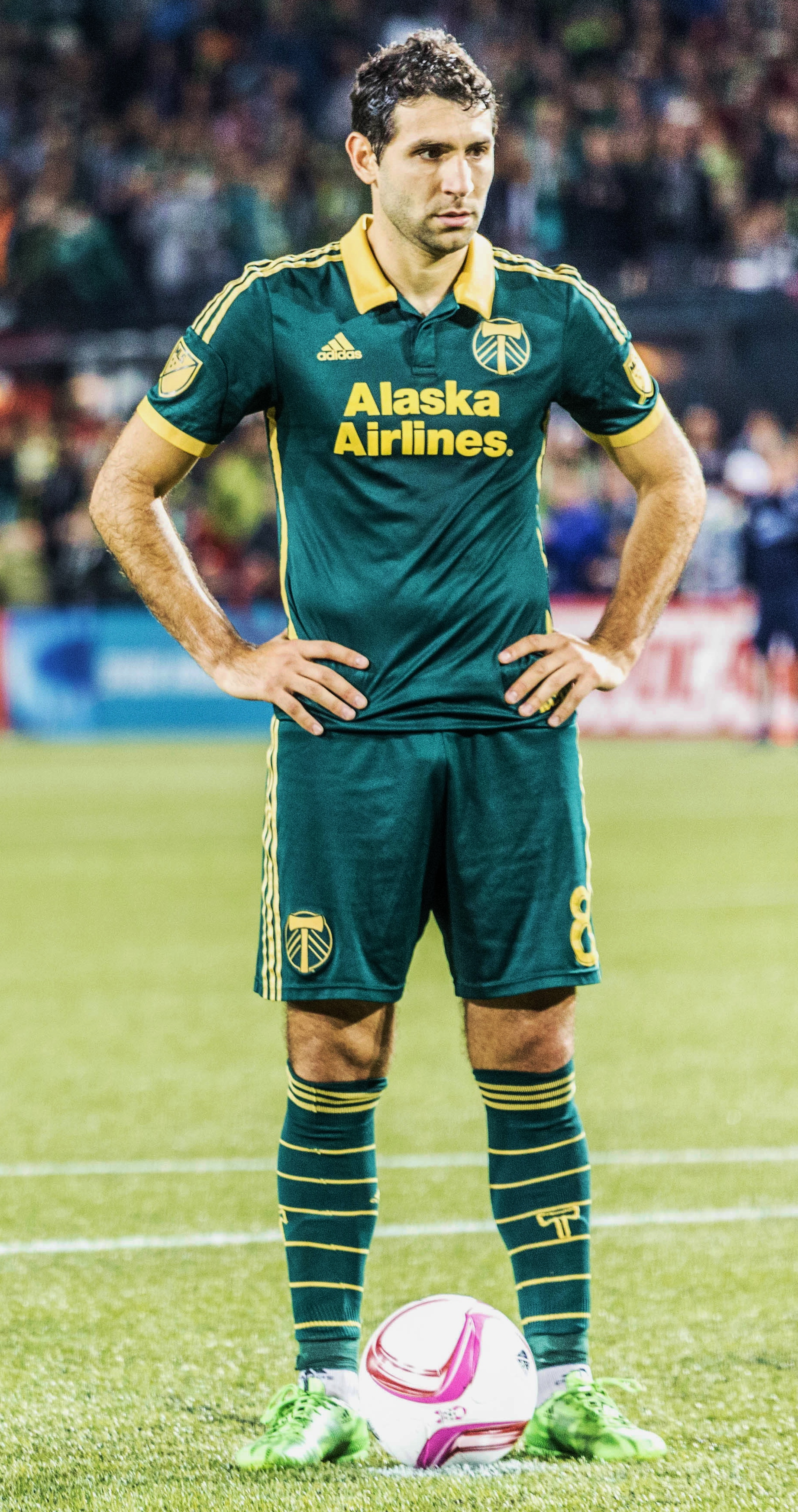
Diego Valeri dels Portland Timbers va ser elegit el millor jugador de la final de la Copa MLS 2015.

| Any  | Millor jugador             | Club                 |
| ---- | -------------------------- | -------------------- |
| 1996 | Marco Etcheverry           | DC United            |
| 1997 | Jaime Moreno               | DC United            |
| 1998 | Peter Nowak                | Chicago Fire         |
| 1999 | Ben Olsen                  | DC United            |
| 2000 | Tony Meola                 | Kansas City Wizards  |
| 2001 | Dwayne De Rosario          | San Jose Earthquakes |
| 2002 | Carlos Ruiz                | Los Angeles Galaxy   |
| 2003 | Landon Donovan             | San Jose Earthquakes |
| 2004 | Alecko Eskandarian         | DC United            |
| 2005 | Guillermo Ramírez          | Los Angeles Galaxy   |
| 2006 | Brian Ching                | Houston Dynamo       |
| 2007 | Dwayne De Rosario          | Houston Dynamo       |
| 2008 | Guillermo Barros Schelotto | Columbus Crew        |
| 2009 | Nick Rimando               | Real Salt Lake       |
| 2010 | Conor Casey                | Colorado Rapids      |
| 2011 | Landon Donovan             | Los Angeles Galaxy   |
| 2012 | Omar González              | Los Angeles Galaxy   |
| 2013 | Aurélien Collin            | Sporting Kansas City |
| 2014 | Robbie Keane               | Los Angeles Galaxy   |
| 2015 | Diego Valeri               | Portland Timbers     |
| 2016 | Stefan Frei                | Seattle Sounders FC  |
| 2017 | Jozy Altidore              | Toronto FC           |
| 2018 | Josef Martínez             | Atlanta United FC    |
| 2019 | Víctor Rodríguez           | Seattle Sounders FC  |
| 2020 | Lucas Zelarayán            | Columbus Crew        |
| 2021 | Sean Johnson               | New York City FC     |
| 2022 | John McCarthy              | Los Angeles FC       |
| 2023 | Cucho Hernández            | Columbus Crew        |
| 2024 | Gastón Brugman             | Los Angeles Galaxy   |